# Бенльйок
Бенльйок, Бель-Льйок (ісп. Benlloch (офіційна назва), валенс. Benlloc) — муніципалітет в Іспанії, у складі автономної спільноти Валенсія, у провінції Кастельйон. Населення — 1181 особа (2010).

## Географія
Муніципалітет розташований на відстані близько 320 км на схід від Мадрида, 25 км на північ від міста Кастельйон-де-ла-Плана.
На території муніципалітету розташовані такі населені пункти: (дані про населення за 2010 рік)
- Бенльйок: 1178 осіб
- Куартіко-Субарра: 3 особи

## Демографія
Динаміка населення (INE ):